# 愛媛県小学校の廃校一覧
愛媛県小学校の廃校一覧（えひめけんしょうがっこうのはいこういちらん）は、愛媛県内の廃校となった小学校の一覧。対象となるのは、学制改革（1947年）以降に廃校となった小学校および分校である。学校名は廃校当時のもの。廃校時に小学校（分校）が所在していた自治体がその後、合併により消滅している場合は、現行の自治体に含む。また休校中の県内の小学校（分校）も含む。
（）内は廃校になった年（もしくは、休校の措置が取られた年）、統合先の小学校など。

## 官立学校
- 愛媛師範学校男子部附属小学校（1949年統合により愛媛大学愛媛師範学校附属小学校松山教場となり1951年愛媛大学教育学部附属小学校松山教場と改称、1952年三津教場を合併）[1]
- 愛媛師範学校女子部附属小学校（1949年統合により愛媛大学愛媛師範学校附属小学校三津教場となり1951年愛媛大学教育学部附属小学校三津教場と改称、1952年松山教場に合併して廃止）[1]

## 四国中央市
- 新宮村立上山小学校（1948年新宮村立寺内小学校〈のち四国中央市立〉と新宮村立西庄小学校に分割）
- 長津村立長津第一小学校（1948年統合して長津村立長津小学校〈のち土居町立、四国中央市立〉へ）
- 長津村立長津第二小学校（同上）
- 伊予三島市立平野山小学校（1963年統合して伊予三島市立金砂小学校へ）
- 伊予三島市立川口小学校（同上）
- 土居町立天満小学校（1966年統合して土居町立北小学校〈のち四国中央市立〉へ）
- 土居町立蕪崎小学校（同上）
- 川之江市立二名小学校（1969年川之江市立川之江小学校〈のち四国中央市立〉へ統合）
- 伊予三島市立久保ヶ市小学校中之川分校（1970年）
- 川之江市立切山小学校（1970年川之江市立下川小学校へ統合）[2]
- 新宮村立新成小学校（1971年新宮村立新宮小学校〈旧〉〈のち四国中央市立〉へ統合）[3]
- 伊予三島市立久保ヶ市小学校（1971年金砂小へ統合）
- 新宮村立金藤小学校（1973年新宮小〈旧〉へ統合）[4]
- 伊予三島市立大藪小学校（1973年金砂小へ統合）
- 新宮村立古野小学校（1974年新宮小〈旧〉へ統合）[4]
- 伊予三島市立佐々連小学校（1978年金砂小へ統合）
- 伊予三島市立猿田小学校（1979年伊予三島市立富郷小学校〈のち四国中央市立〉へ統合）
- 川之江市立金田小学校（1980年川之江市立川滝小学校〈旧〉の一部および下川小と統合し川之江市立南小学校〈のち四国中央市立〉へ）[2]
- 川之江市立下川小学校（1980年川滝小〈旧〉の一部および川之江市立金田小学校と統合し南小へ）[2]
- 伊予三島市立城師小学校（1986年富郷小へ統合）
- 川之江市立川滝小学校〈旧〉（1990年統合して川之江市立川滝小学校〈新〉〈のち四国中央市立〉へ）[5]
- 川之江市立葱尾小学校（同上）[5]
- 新宮村立西庄小学校（1995年新宮小〈旧〉へ統合）[6]
- 伊予三島市立金砂小学校（1998年伊予三島市立中曽根小学校〈のち四国中央市立〉へ統合）
- 四国中央市立新宮小学校〈旧〉（2007年四国中央市立新宮中学校〈旧〉と統合し四国中央市立新宮小中学校へ）
- 四国中央市立寺内小学校（2007年四国中央市立新宮小学校〈旧〉へ統合）[7][8]
- 四国中央市立富郷小学校（2002年休校、2013年廃校[7]）

## 新居浜市
- 大生院村立大生院小学校愛媛鉱山分校（1953年）
- 別子山村立別子小学校弟地分校（1966年）[9]
- 新居浜市立大生院小学校中之成分校（1968年）
- 新居浜市立東平小学校[注釈 1]（1968年新居浜市立角野小学校へ統合）
- 新居浜市立角野小学校鹿森分校（1968年東平小から移管、1970年廃校）[10]
- 新居浜市立大島小学校（2008年休校、2013年廃校[11]）
- 新居浜市立若宮小学校（2018年新居浜市立惣開小学校へ統合）[12]

## 西条市
- 千足山村立千足小学校戸石分校（1950年桜樹村立楠窪小学校〈のち中川村立、丹原町立〉へ統合）
- 丹原町立中川小学校志川分校（1960年）
- 西条市立中之池小学校基安分校（1967年）
- 小松町立石根小学校途中ノ川分校（1967年）[13]
- 丹原町立楠窪小学校（1968年丹原町立中川小学校〈のち西条市立〉へ統合）[14]
- 西条市立兎之山小学校[注釈 2]（1970年）
- 西条市立黒瀬小学校（1970年）[15]
- 西条市立荒川小学校（1972年統合により西条市立加茂小学校荒川校舎となり、1973年完全統合）
- 西条市立千町小学校[注釈 3]（1972年加茂小千町校舎となり、1973年完全統合）
- 西条市立中之池小学校（1972年加茂小中之池校舎となり、1973年完全統合）
- 西条市立下津池小学校[注釈 4]（1972年加茂小下津池校舎となり、1973年完全統合）
- 西条市立下津池小学校吉居分校（1972年加茂小へ統合）[16]
- 西条市立高嶺小学校今宮分校（1972年）
- 丹原町立千原小学校（1972年丹原町立鞍瀬小学校へ統合）[17]
- 小松町立石鎚小学校[注釈 5]（1977年）
- 東予市立楠河小学校東予学園分校[注釈 6]（1979年愛媛県立今治養護学校〈現：愛媛県立今治特別支援学校〉へ移管し、2010年廃校）[18]
- 西条市立高嶺小学校高宮分校[注釈 7]（1979年休校、1980年廃校）
- 西条市立市之川小学校（1980年）
- 丹原町立明河小学校（1982年鞍瀬小へ統合）
- 西条市立大保木小学校（1985年）[19]
- 西条市立高嶺小学校（1987年）[20]
- 西条市立加茂小学校（1995年西条市立大町小学校へ統合）
- 丹原町立鞍瀬小学校（2001年中川小へ統合）[14]
- 西条市立浦山小学校（1989年休校、1990年再開、2010年再休校、2019年廃校）[21]

## 今治市
- 大三島町立鏡小学校明日分教場（1955年大三島町立宮浦小学校へ統合）[22]
- 宮窪町立友浦小学校（1963年宮窪町立宮窪小学校〈のち今治市立〉へ統合）[23]
- 宮窪町立余所国小学校（同上）[23]
- 吉海町立福田小学校（1963年吉海町立津倉小学校へ統合）[24]
- 吉海町立津島小学校（同上）[24]
- 大西町立大井小学校（1966年統合して大西町立大西小学校〈のち今治市立〉へ）[25]
- 大西町立小西小学校（同上）[25]
- 玉川町立龍岡小学校（1969年玉川町立九和小学校〈のち今治市立〉へ統合）[26]
- 玉川町立龍岡小学校木地分校（同上）[26]
- 玉川町立鈍川小学校木地分校（1969年）[27]
- 今治市立別宮小学校分校（1974年愛媛県立第一養護学校整肢療護園分校〈のち：愛媛県立しげのぶ特別支援学校整肢療護園分校〉となり、2007年廃校）
- 宮窪町立四阪島小学校[注釈 8]（1977年宮窪町立宮窪小学校〈のち今治市立〉へ統合）[23]
- 今治市立美須賀小学校比岐島分校（1979年）[28]
- 吉海町立津倉小学校（1979年統合して吉海町立吉海小学校〈のち今治市立〉へ）[24]
- 吉海町立椋名小学校（同上）[24]
- 吉海町立泊小学校（1981年吉海小へ統合）[24]
- 大三島町立鏡小学校（1985年統合して大三島町立大三島北小学校へ）[22]
- 大三島町立宮浦小学校（同上）[22]
- 大三島町立岡山小学校（1985年統合して大三島町立大三島南小学校へ）[22]
- 大三島町立口総小学校（同上）[22]
- 大三島町立宗方小学校（同上）[22]
- 吉海町立亀山小学校（1985年吉海小へ統合）[24]
- 菊間町立歌仙小学校[注釈 9]（1992年菊間町立菊間小学校[注釈 10]〈のち今治市立〉へ統合）[29]
- 玉川町立鈍川小学校（1998年九和小へ統合）[26]
- 上浦町立盛小学校（1999年統合して上浦町立上浦小学校〈のち今治市立〉へ）[30]
- 上浦町立井口小学校（同上）[30]
- 上浦町立瀬戸崎小学校（同上）[30]
- 関前村立大下小学校（1997年休校、2002年関前村立岡村小学校〈のち今治市立〉へ統合）
- 大三島町立大三島北小学校（2004年統合して大三島町立大三島小学校〈のち今治市立〉へ）[22]
- 大三島町立大三島南小学校（同上）[22]
- 今治市立伯方小学校〈旧〉（2007年統合して今治市立伯方小学校へ）[31]
- 今治市立北浦小学校（同上）[31]
- 今治市立伊方小学校（同上）[31]
- 今治市立有津小学校（同上）[31]
- 今治市立上朝小学校[注釈 11]（2014年統合して今治市立朝倉小学校へ）[32]
- 今治市立下朝小学校[注釈 12]（同上）[32]
- 今治市立今治小学校[注釈 13]（2015年統合して今治市立吹揚小学校へ[33]）[34]
- 今治市立美須賀小学校[注釈 14]（同上）[34]
- 今治市立日吉小学校[注釈 15]（同上）[34]
- 今治市立城東小学校[注釈 16]（同上）[34]

## 越智郡
- 岩城村立岩城小学校〈旧〉（1966年岩城村立岩城北小学校と統合して岩城村立岩城小学校〈のち上島町立〉岩城教場となり、1967年9月1日完全統合）[35]
- 岩城村立岩城北小学校（1966年岩城村立岩城小学校〈旧〉と統合して岩城小北教場となり、1967年9月1日完全統合）[35]
- 弓削町立弓削小学校豊島分教場（1969年）[36]
- 弓削町立佐島小学校（2003年[37]弓削町立弓削小学校〈のち上島町立〉へ統合）
- 上島町立高井神小学校（2008年休校、2023年廃校）[38]

## 松山市
- 北条市立河野小学校九川分校（1975年）[39]
- 中島町立城山小学校（1977年中島町立中島東小学校〈のち松山市立〉へ統合）
- 松山市立坂本小学校縮川分校（1982年）[40]
- 北条市立北条小学校安居島分校（1983年）[41]
- 松山市立中島東小学校（2009年統合して松山市立中島小学校へ）[42]
- 松山市立中島南小学校（同上）[42]
- 松山市立天谷小学校（同上）[42]
- 松山市立由良小学校（2009年統合して松山市立興居島小学校へ）[43]
- 松山市立泊小学校（同上）[43]
- 松山市立野忽那小学校[44]（2009年休校）
- 松山市立二神小学校[44]（2009年休校）
- 松山市立睦月小学校[44]（2009年休校）
- 松山市立興居島小学校釣島分校[44]（2009年由良小から移管、2011年休校[45]）
- 松山市立津和地小学校[44]（2017年休校）[46]
- 松山市立怒和小学校[44]（2019年休校）[47]

## 伊予市
- 郡中町立郡中旭小学校（1947年統合して郡中町立郡中小学校〈のち伊予市立〉へ）[48]
- 郡中町立郡中東小学校（同上）[48]
- 双海町立下灘小学校大久保分教場（1961年）[49]
- 双海町立富貴小学校（1965年双海町立下灘小学校〈のち伊予市立〉へ統合）[49]
- 伊予市立唐川小学校（1982年伊予市立南山崎小学校へ統合）[50]
- 中山町立野中小学校（2004年中山町立中山小学校〈のち伊予市立〉へ統合）[51]
- 中山町立永木小学校（同上）[51]

## 東温市
- 川内町立土谷小学校[注釈 17]（1967年川内町立東谷小学校[注釈 18]〈のち東温市立〉へ統合）[52]
- 川内町立松瀬川小学校（1968年川内町立川上小学校〈のち東温市立〉へ統合）[53]
- 重信町立山之内小学校（1969年重信町立北吉井小学校〈のち東温市立〉へ統合）[54]
- 重信町立北吉井小学校東分校（1972年閉校[54]、愛媛県立第二養護学校〈のち愛媛県立しげのぶ特別支援学校〉へ改組）
- 川内町立滑川小学校（1976年東谷小へ統合）[52]

## 上浮穴郡
- 柳谷村立中津小学校[注釈 19]鉢分校（1950年柳谷村立柳谷第一小学校へ統合）[55]
- 面河村立面河小学校〈旧〉（1954年統合して面河村立面河第一小学校へ）[56]
- 面河村立城山小学校（同上）[56]
- 柳谷村立柳谷第二小学校（1958年9月30日統合により柳谷村立西谷小学校〈のち久万高原町立〉へ）[57]
- 柳谷村立柳谷第二小学校名荷分教場（同上）[57]
- 柳谷村立柳谷第二小学校古味分教場（同上）[57]
- 久万町立父二峰小学校落合分校（1962年久万町立久万小学校〈のち久万高原町立〉へ統合）[58]
- 面河村立笠方小学校（1968年面河村立渋草小学校へ統合）[56]
- 面河村立若山小学校（1970年面河第一小へ統合）[56]
- 面河村立石墨小学校（1981年）[56]
- 久万町立久万小学校槙谷分校[注釈 20]（1990年）[59]
- 美川村立東川小学校[注釈 21]（1993年美川村立仕七川小学校[注釈 22]〈のち久万高原町立〉へ統合）[60]
- 面河村立面河第一小学校（2000年統合して面河村立面河小学校〈新〉〈のち久万高原町立〉へ）[56]
- 面河村立渋草小学校（同上）[56]
- 柳谷村立中津小学校[注釈 19]（2001年柳井川小へ統合）[55]
- 美川村立黒藤川小学校（2002年統合して美川村立美川小学校〈のち久万高原町立〉へ）[61]
- 美川村立二箆小学校（同上）[61]
- 美川村立美川西小学校[注釈 23]（同上）[61]
- 美川村立美川南小学校[注釈 24]（同上）[61]
- 久万町立二名小学校（2004年久万町立父二峰小学校〈のち久万高原町立〉へ統合）[58]
- 久万高原町立柳井川小学校[注釈 25]（2005年統合して久万高原町立柳谷小学校へ）[55]
- 久万高原町立西谷小学校[注釈 26]（同上）[55]

## 伊予郡
- 広田村立広田小学校猿谷分校（1968年）[62]
- 砥部町立千里小学校（1970年砥部町立砥部小学校へ統合）[63]
- 砥部町立玉谷小学校（2017年砥部町立広田小学校へ統合）
- 砥部町立高市小学校（同上）[62]

## 宇和島市
- 宇和海村立蒋淵小学校大島分校（1957年）[64]
- 津島町立北灘小学校鵜の浜分校（1958年）[65]
- 吉田町立筋小学校（1958年喜佐方小へ統合）[66]
- 宇和海村立遊子小学校津の浦分校（1960年）[67]
- 津島町立岩松小学校近家分校（1961年）
- 宇和海村立御五神島小学校（1965年宇和海村立日振島小学校〈のち宇和島市立〉へ統合）[68]
- 三間町立二名小学校告森分教場（1967年）[69]
- 津島町立横山小学校（1968年津島町立畑地小学校〈のち宇和島市立〉へ統合）[70]
- 宇和海村立柿之浦小学校（1969年宇和海村立遊子小学校〈のち宇和島市立〉へ統合）[67]
- 吉田町立吉田小学校〈初代〉（1969年統合により吉田小〈2代目〉へ）[71]
- 吉田町立陶成小学校（同上）[71]
- 吉田町立立目小学校（同上）[71][注釈 27]
- 宇和島市立三浦西小学校（1970年統合して宇和島市立三浦小学校へ）[72]
- 宇和島市立三浦東小学校（同上）[72]
- 宇和島市立祝森小学校（1971年宇和島市立番城小学校[注釈 28]へ統合）[73]
- 津島町立清満小学校神田分校（1975年）
- 津島町立清満小学校大道分校（1976年）
- 津島町立清満小学校御代ノ川分校（1981年）
- 宇和島市立日振島小学校能登分校（1978年休校、1980年再開、1982年再休校、1991年廃校）[68]
- 宇和島市立日振島小学校喜路分校（1991年）[68]
- 津島町立上槙小学校（1992年）
- 津島町立北灘小学校福浦分校（1997年休校、2002年廃校）[65]
- 宇和島市立嘉島小学校（2009年休校）
- 宇和島市立下灘小学校〈旧〉[注釈 29]（2012年統合により宇和島市立下灘小学校〈新〉へ）[74]
- 宇和島市立由良小学校[注釈 30]（同上）[74][75]
- 宇和島市立由良小学校須下分校（同上）[74][75]
- 宇和島市立由良小学校平井分校（同上）[74][75]
- 宇和島市立曽根小学校（同上）[74][75]
- 宇和島市立浦知小学校（同上）[74][75]
- 宇和島市立小池小学校（2013年宇和島市立鶴島小学校へ統合）[76][75]
- 宇和島市立石応小学校（同上）[76][75]
- 宇和島市立南部小学校[注釈 31]（2014年宇和島市立岩松小学校へ統合）[75]
- 宇和島市立竹ケ島小学校（2016年休校）[77]
- 宇和島市立九島小学校（2017年鶴島小へ統合）[76][75]
- 宇和島市立戸島小学校（2023年休校）[78]
- 宇和島市立吉田小学校〈2代目〉（2025年統合により宇和島市立吉田小学校〈3代目〉へ）[79]
- 宇和島市立奥南小学校（同上）[79]
- 宇和島市立喜佐方小学校（同上）[79]
- 宇和島市立立間小学校（同上）[79]
- 宇和島市立玉津小学校（同上）[79]
- 宇和島市立結出小学校（2025年宇和島市立遊子小学校へ統合）[80]

## 八幡浜市
- 八幡浜市立日土小学校森山分校（1961年）[81]
- 八幡浜市立布喜川小学校（1968年八幡浜市立神山小学校へ統合）[82]
- 八幡浜市立松蔭小学校八幡浜学園分校（1979年愛媛県立宇和養護学校〈現：愛媛県立宇和特別支援学校〉へ移管、1993年休校、1997年廃校）[83]
- 八幡浜市立喜木津小学校（2005年八幡浜市立宮内小学校へ統合）[84]
- 八幡浜市立磯崎小学校（2007年宮内小へ統合）[84]
- 八幡浜市立大島小学校（2008年休校、2009年廃校）[85]
- 八幡浜市立長谷小学校（2013年八幡浜市立千丈小学校へ統合）[86]
- 八幡浜市立日土東小学校（2014年八幡浜市立日土小学校へ統合）[81]
- 八幡浜市立舌田小学校（2014年神山小へ統合）[82]
- 八幡浜市立川之内小学校（2015年千丈小へ統合）[86]

## 大洲市
- 櫛生村立沖浦小学校（1948年長浜町立長浜小学校〈のち大洲市立〉へ統合）[87]
- 肱川村立堀小学校（1952年肱川村立岩谷小学校〈のち肱川町立〉と河辺村立河辺小学校〈旧〉に分割）
- 大洲市立菅田小学校大竹分校（1958年）[88]
- 大洲市立平野小学校北分校（1960年）
- 大洲市立菅田小学校宇津分校（1966年）[88]
- 大洲市立喜多山小学校（1955年大洲市立新谷小学校喜多山分校から独立、1969年新谷小へ統合）[89]
- 肱川町立中津小学校（1969年肱川町立予子林小学校〈のち大洲市立〉へ統合）
- 長浜町立青島小学校（1975年長浜小青島分校となり、1976年廃校）[87]
- 河辺村立大伍小学校（1977年河辺小へ統合）[90][注釈 32]
- 大洲市立大洲小学校大洲学園分校（1979年愛媛県立宇和養護学校〈現：愛媛県立宇和特別支援学校〉へ移管し、2010年廃校）[83]
- 河辺村立坂本小学校[注釈 33]（1989年河辺小〈旧〉へ統合）
- 河辺村立河辺小学校〈旧〉（1990年統合して河辺村立河辺小学校〈のち大洲市立〉へ）[91]
- 河辺村立北平小学校[注釈 34]（同上）[91]
- 肱川町立岩谷小学校（2001年肱川町立中野小学校〈のち大洲市立〉へ統合）[92]
- 大洲市立喜多灘小学校（2011年長浜小へ統合）[93]
- 大洲市立出海小学校（同上）[93]
- 大洲市立柳沢小学校（2011年新谷小へ統合）[93]
- 大洲市立田処小学校（同上）[93]
- 大洲市立蔵川小学校（2012年大洲市立菅田小学校へ統合）[88]
- 大洲市立櫛生小学校（2012年長浜小へ統合）[94]
- 大洲市立豊茂小学校[注釈 35]（同上）[94]
- 大洲市立柴小学校（同上）[94]
- 大洲市立戒川小学校（2013年）[95]
- 大洲市立南久米小学校（2013年大洲市立大洲小学校へ統合）[96]
- 大洲市立大成小学校（2014年菅田小へ統合）[97]
- 大洲市立中野小学校（2014年統合して大洲市立肱川小学校へ）[98][注釈 36]
- 大洲市立大谷小学校（同上）[98]
- 大洲市立正山小学校（同上）[98]
- 大洲市立予子林小学校（同上）[98]
- 大洲市立上須戒小学校（2015年大洲市立喜多小学校へ統合）[99][100]
- 大洲市立大和小学校（2016年長浜小へ統合）[87]
- 大洲市立白滝小学校（2018年長浜小へ統合）[87]

## 西予市
- 高山村立宮野浦小学校（1952年高山村立高山小学校〈のち明浜町立、西予市立〉へ統合）
- 黒瀬川村立魚成小学校男河内分校（1958年黒瀬川村立嘉喜尾小学校〈のち城川町立〉へ統合）[101]
- 野村町立奈良野小学校（1959年野村町立河成小学校〈のち西予市立〉へ統合）[102]
- 野村町立野村東小学校（1960年統合して野村町立大和田小学校〈のち西予市立〉へ）[102]
- 野村町立蔵良小学校（同上）[102]
- 野村町立貝吹小学校（1961年大和田小へ統合）[102]
- 野村町立貝吹小学校西分校（同上）[102]
- 野村町立渓筋小学校白髭分校（1961年）[102]
- 野村町立渓筋小学校河西分校（1962年）[102]
- 宇和町立多田小学校久保分校（1962年）
- 三瓶町立皆江小学校[注釈 37]（1966年三瓶町立蔵貫小学校〈のち西予市立〉へ統合）[103]
- 城川町立魚成小学校〈旧〉（1966年統合して城川町立魚成小学校〈新〉〈のち西予市立〉へ）[104]
- 城川町立嘉喜尾小学校（同上）[104]
- 城川町立魚成小学校〈旧〉下相分校（同上）[104]
- 野村町立惣川小学校〈旧〉（1968年統合して野村町立惣川小学校〈のち西予市立〉へ）[105]
- 野村町立小松小学校（同上）[105]
- 野村町立舟戸小学校（同上）[105]
- 城川町立土居小学校〈旧〉（1971年統合して城川町立土居小学校〈新〉〈のち西予市立〉へ）[104]
- 城川町立窪野小学校（同上）[104]
- 野村町立野村小学校野村学園分校（1979年宇和養護学校〈現：愛媛県立宇和特別支援学校〉へ移管し、2010年廃校）[83]
- 城川町立遊子川小学校野井川分校（1979年）[104]
- 宇和町立石城小学校仁土分校（1986年）[106]
- 西予市立下泊小学校（2010年蔵貫小へ統合）[103]
- 西予市立三瓶小学校〈旧〉（2014年統合して西予市立三瓶小学校へ）[107][103]
- 西予市立蔵貫小学校（同上）[107][103]
- 西予市立二木生小学校（同上）[107][103]
- 西予市立周木小学校（同上）[107][103]
- 西予市立俵津小学校（2015年統合して西予市立明浜小学校へ）[108]
- 西予市立狩江小学校（同上）[108]
- 西予市立高山小学校（同上）[108]
- 西予市立田之浜小学校（同上）[108]
- 西予市立野村小学校〈旧〉（2015年統合して西予市立野村小学校へ）[109][102]
- 西予市立大和田小学校（同上）[109][102]
- 西予市立渓筋小学校（同上）[109][102]
- 西予市立中筋小学校（同上）[109][102]
- 西予市立河成小学校（同上）[109][102]
- 西予市立遊子川小学校（2016年統合して西予市立城川小学校へ）[110]
- 西予市立土居小学校〈新〉（同上）[110]
- 西予市立魚成小学校〈新〉（同上）[110]
- 西予市立高川小学校（同上）[110]
- 西予市立明間小学校（2017年西予市立皆田小学校へ統合）[111]

## 喜多郡
- 内子町立論田小学校（1958年内子町立内子小学校[112]と内子町立五城小学校へ分割統合）
- 小田町立南山小学校（1964年小田町立小田小学校〈のち内子町立〉へ統合）[113]
- 内子町立大瀬小学校江子分校（1965年）[114]
- 小田町立臼杵小学校（1968年統合して小田町立田渡小学校〈のち内子町立〉へ）
- 小田町立中田渡小学校（同上）
- 内子町立五城小学校（1971年内子小へ統合）[112]
- 内子町立川登小学校（1971年内子町立大瀬小学校へ統合）[114]
- 内子町立和田小学校（1971年内子小[112]と大瀬小[114]へ分割統合）
- 小田町立平野小学校（1971年小田小へ統合）[113]
- 内子町立河内小学校（1972年内子小へ統合）[112]
- 小田町立立石小学校[注釈 38]（1975年小田小へ統合）[113]
- 小田町立参川西小学校（1976年統合して小田町立参川小学校〈のち内子町立〉へ）
- 小田町立参川東小学校（同上）
- 内子町立池田小学校（1989年内子町立村前小学校へ統合）
- 内子町立村前小学校（1997年大瀬小へ統合）[114]
- 小田町立小田深山小学校（1996年休校、2003年廃校）[115]
- 内子町立長田小学校（2004年内子町立立川小学校へ統合）[116]
- 内子町立程内小学校（2010年大瀬小へ統合）[114]
- 内子町立参川小学校（2014年小田小へ統合）[113]
- 内子町立田渡小学校（同上）[113]
- 内子町立御祓小学校（2014年内子町立天神小学校へ統合）[117]

## 西宇和郡
- 瀬戸町立田部小学校高茂分校（1961年）
- 瀬戸町立三机第二小学校（1977年瀬戸町立三机小学校〈のち伊方町立〉へ統合）[118]
- 瀬戸町立大江小学校（同上）[118]
- 三崎町立松小学校（1977年三崎町立二名津小学校〈のち伊方町立〉へ統合）[119]
- 三崎町立釜木小学校（同上）[119]
- 瀬戸町立田部小学校（1979年瀬戸町立大久小学校〈のち伊方町立〉へ統合）[120]
- 瀬戸町立神崎小学校（1980年大久小へ統合）[120]
- 瀬戸町立足成小学校（1982年三机小へ統合）[118]
- 瀬戸町立小島小学校（1986年三机小へ統合）[118]
- 三崎町立大佐田小学校（1991年三崎町立三崎小学校〈のち伊方町立〉へ統合）[121]
- 三崎町立与侈小学校（1993年三崎小へ統合）[121]
- 伊方町立有寿来小学校（2001年伊方町立伊方小学校へ統合）[122]
- 瀬戸町立川之浜小学校（2003年大久小へ統合）[120]
- 三崎町立名取小学校（2003年二名津小へ統合）[119]
- 三崎町立正野小学校（2005年統合して伊方町立佐田岬小学校へ）[123]
- 三崎町立串小学校（同上）[123]
- 伊方町立豊之浦小学校（2009年伊方小へ統合）[122]
- 伊方町立塩成小学校（2009年三机小へ統合）[118]
- 伊方町立二名津小学校（2013年三崎小へ統合）[119]
- 伊方町立佐田岬小学校（2014年三崎小へ統合）[123]
- 伊方町立二見小学校[注釈 39]（2015年伊方町立九町小学校へ統合[124]）
- 伊方町立水ヶ浦小学校[注釈 40]（2019年伊方小へ統合）[125]

## 北宇和郡
- 松野町立松野東小学校[注釈 41]奥野川分校（1965年）[126]
- 広見町立愛治小学校大宿分校（1965年）[127]
- 広見町立近永小学校〈旧〉（1967年統合して広見町立近永小学校〈のち鬼北町立〉へ）[128]
- 広見町立近永西小学校[注釈 42]（同上）[128]
- 広見町立三島小学校川上分校（1967年）[129]
- 日吉村立日吉小学校日向谷分校（1970年）[130]
- 松野町立松野西小学校[注釈 43]上家地分校（1971年）[131]
- 広見町立泉小学校〈旧〉[注釈 44]（1974年統合して広見町立泉小学校〈のち鬼北町立〉へ）[132]
- 広見町立小倉小学校[注釈 45]（同上）[132]
- 広見町立三島小学校御開山分校（1977年）[129]
- 日吉村立父川小学校（1984年日吉村立日吉小学校〈のち鬼北町立〉へ統合）[130]
- 日吉村立富母里小学校（2002年日吉小へ統合）[130]
- 松野町立松野南小学校[注釈 46]（2018年松野西小へ統合）[131]

## 南宇和郡
- 内海村立須ノ川小学校（1977年内海村立柏小学校〈のち愛南町立〉へ統合）[133]
- 西海町立樽見小学校（1994年西海町立福浦小学校〈のち愛南町立〉へ統合）[134]
- 西海町立武者泊小学校[注釈 47]（1998年福浦小へ統合）[134]
- 城辺町立中玉小学校（1999年城辺町立東海小学校[注釈 48]〈のち愛南町立〉へ統合）[135]
- 愛南町立魚神山小学校（2009年愛南町立家串小学校へ統合）[136]
- 愛南町立深浦小学校（2010年愛南町立城辺小学校へ統合）[137]
- 愛南町立船越小学校〈旧〉（2011年統合して愛南町立船越小学校へ）[138]
- 愛南町立西浦小学校（同上）[138]
- 愛南町立満倉小学校（2011年愛南町立一本松小学校へ統合）[139]
- 愛南町立赤水小学校（2012年愛南町立平城小学校へ統合）[140]
- 愛南町立菊川小学校（2014年平城小へ統合）[140]
- 愛南町立中浦小学校（2018年平城小へ統合）[140]
- 愛南町立東海小学校（2019年城辺小へ統合）[141]
- 愛南町立僧都小学校（2022年城辺小へ統合）[142][143][144]
- 愛南町立長月小学校（2024年平城小へ統合）[145]
- 愛南町立久良小学校（2024年城辺小へ統合）[146]